# Wahl zur Österreichischen Hochschülerinnen- und Hochschülerschaft 2019
Die Wahl zur Österreichischen Hochschülerinnen- und Hochschülerschaft 2019, kurz ÖH-Wahl 2019, fand vom 27. Mai 2019 bis zum 29. Mai 2019 statt. Gewählt wurden dabei die Bundesvertretung der ÖH, die Hochschulvertretungen sowie die Studienvertretungen.

## Ausgangslage

### Wahl 2017
Bei der ÖH-Wahl 2017 wurde die ÖVP-nahe AktionsGemeinschaft stimmen- und mandatsstärkste Kraft in der Bundesvertretung der ÖH. Auf sie folgte die VSSTÖ (eine Vorfeldorganisation der SPÖ) und die GRAS (eine Vorfeldorganisation der Grünen). Ebenfalls in die Bundesvertretung kamen die Fachschaftslisten (kurz FLÖ), die JUNOS (eine Vorfeldorganisation der NEOS), die KSV LiLi, der RFS (eine FPÖ-nahe Organisation), No Ma’am und der KSV-KJÖ.
Die dreitägige Wahl stand im Schatten der Europawahl 2019 eines Misstrauensvotums gegen die Regierung im Zuge der Ibiza-Affäre. Gleichwohl sorgte der Umstand, dass die Wahl inmitten einer Regierungskrise stattfand, für erhöhte Aufmerksamkeit von Seiten der Medien und der Bundespolitik.
|                     | Stimmen | %     | Mandate |
| ------------------- | ------- | ----- | ------- |
| Abgegebene Stimmen  | 81.045  | 24,48 | 55      |
| Liste               |         |       |         |
| AktionsGemeinschaft | 20.447  | 26,39 | 15      |
| VSSTÖ               | 15.920  | 20,54 | 12      |
| GRAS                | 12.101  | 15,62 | 9       |
| FLÖ                 | 10.908  | 14,08 | 8       |
| JUNOS               | 9.774   | 12,61 | 7       |
| KSV LiLi            | 2.387   | 3,08  | 1       |
| RFS                 | 2.362   | 3,05  | 1       |
| No Ma`am            | 1.908   | 2,46  | 1       |
| KSV-KJÖ             | 1.682   | 2,17  | 1       |

### Antretende Listen bei der Wahl zur Bundesvertretung mit Spitzenkandidaten
- AktionsGemeinschaft: Dominik Ramusch
- VSSTÖ: Dora Jandl
- GRAS: Dietlinde Oberklammer
- FLÖ: Desmond Grossmann
- JUNOS: Nino Rohrmoser
- KSV-LiLi: Babsi Ordinaireteur
- RFS: Lukas Heim und Tatjana Schraml
- No Ma`am: Moritz Mager
- KSV-KJÖ: Dario Tabatabai[4]

## Ergebnis der Wahl zur Bundesvertretung
Die ÖVP-Nahe AktionsGemeinschaft ihr Ergebnis von 2017 und damit den ersten Platz halten, als großer Gewinner galten jedoch die Grünen und Alternativen StudentInnen (GRAS), die mit einem Plus von über 7 % ein deutliches Zeichen für den Aufwärtstrend der Grünen setzten. Grünen-Parteiobmann Werner Kogler zeigte sich entsprechend erfreut über das Ergebnis, war seine Partei doch nach internen Konflikten (auch zwischen Parteiführung, Jugend-, und Studentenorganisation) 2017 aus dem Nationalrat ausgeschieden, hatte sich seither neu aufstellen müssen und war bei der kurz davor abgehaltenen Europawahl erstmals wieder erfolgreich gewesen. Die Zugewinne der GRAS gingen offenbar auf Kosten kleinerer Fraktionen: die Fachschaftslisten verloren 4,3 Prozent und 3 Mandate, die Junos knapp 2,4 Prozent und ein Mandat. Die Spaßfraktion No Ma’am verlor ihr einziges Mandat und war damit nicht mehr Teil der Bundesvertretung.
- KSV-KJÖ: 1
- KSV-LiLi: 1
- VSStÖ: 13
- GRAS: 13
- FLÖ: 5
- JUNOS: 6
- AG: 15
- RFS: 1

|                     | Stimmen | %     | Mandate |
| ------------------- | ------- | ----- | ------- |
| Abgegebene Stimmen  | 85.173  | 25,82 | 55      |
| Liste               |         |       |         |
| AktionsGemeinschaft | 22.907  | 26,89 | 15      |
| GRAS                | 19.325  | 22,69 | 13      |
| VSSTÖ               | 19.112  | 22,44 | 13      |
| JUNOS               | 8.736   | 10,26 | 6       |
| FLÖ                 | 8.314   | 9,76  | 5       |
| KSV LiLi            | 2.131   | 2,50  | 1       |
| KSV-KJÖ             | 1.766   | 2,07  | 1       |
| RFS                 | 1.698   | 1,99  | 1       |
| No Ma`am            | 1.184   | 1,39  | 0       |

## Folgen des Ergebnisses
Nach der Wahl bildete sich auf Bundesebene eine Koalition aus GRAS, VSSTÖ und FLÖ, welche somit eine Mehrheit von 31 von 55 Sitzen in der Bundesvertretung hatte. Die nun gebildete Koalition aus GRAS, VSSTÖ und FLÖ zerbrach allerdings im September 2020 durch das Ausscheiden der Fachschaftslisten aus dieser. Als Begründung für ihren Schritt nannten die FLÖ „destruktive Fraktionskämpfe“ sowie fehlende Kritikerlaubnis an der Türkis-Grünen Bundesregierung, an welcher die Mutterpartei von GRAS, die Grünen, beteiligt sind. Daraufhin wurde im Oktober 2020 Sabine Hanger von der AktionsGemeinschaft zur ÖH-Vorsitzenden gewählt und es bildete sich eine Minderheitskoalition aus AktionsGemeinschaft und JUNOS.